# Хапаранда (община)
Община Хапаранда (на шведски: Haparanda kommun) е разположена в лен Норботен, северна Швеция с обща площ 965 km2 и население 9886 души (към 31 декември 2013). Административен център на община Хапаранда е едноименния град Хапаранда.